# TCF15
Фактор транскрипции 15 (англ. Transcription factor 15; TCF15) — ядерный белок, фактор транскрипции. Продукт гена человека TCF15.

## Функции
Транскрипционный фактор TCF15 — ранний регулятор транскрипции, который в ходе развития участвует в распределении мезодермы в организме. Играет роль в дифференцировке клеток мезодермального происхождения.

## Структура
Белок состоит из 199 аминокислот, молекулярная масса — 20,8 кДа. Для эффективного связывания с ДНК требует образование димера с другим белком, обладающим основной структурой спираль-петля-спираль (bHLH).

## Роль в сердце
Димер Meox2/Tcf15 может регулировать экспрессию белков, участвующих в метаболизме жирных кислот в сердце, скелетных мышцах и жировой ткани. В частности димер регулирует в этих тканях экспрессию CD36 и липопротеинлипазы.